# Charinus kakum
Espèce
Charinus kakum est une espèce d'amblypyges de la famille des Charinidae.

## Distribution
Cette espèce est endémique de la région du Centre au Ghana. Elle se rencontre dans le parc national de Kakum.

## Description

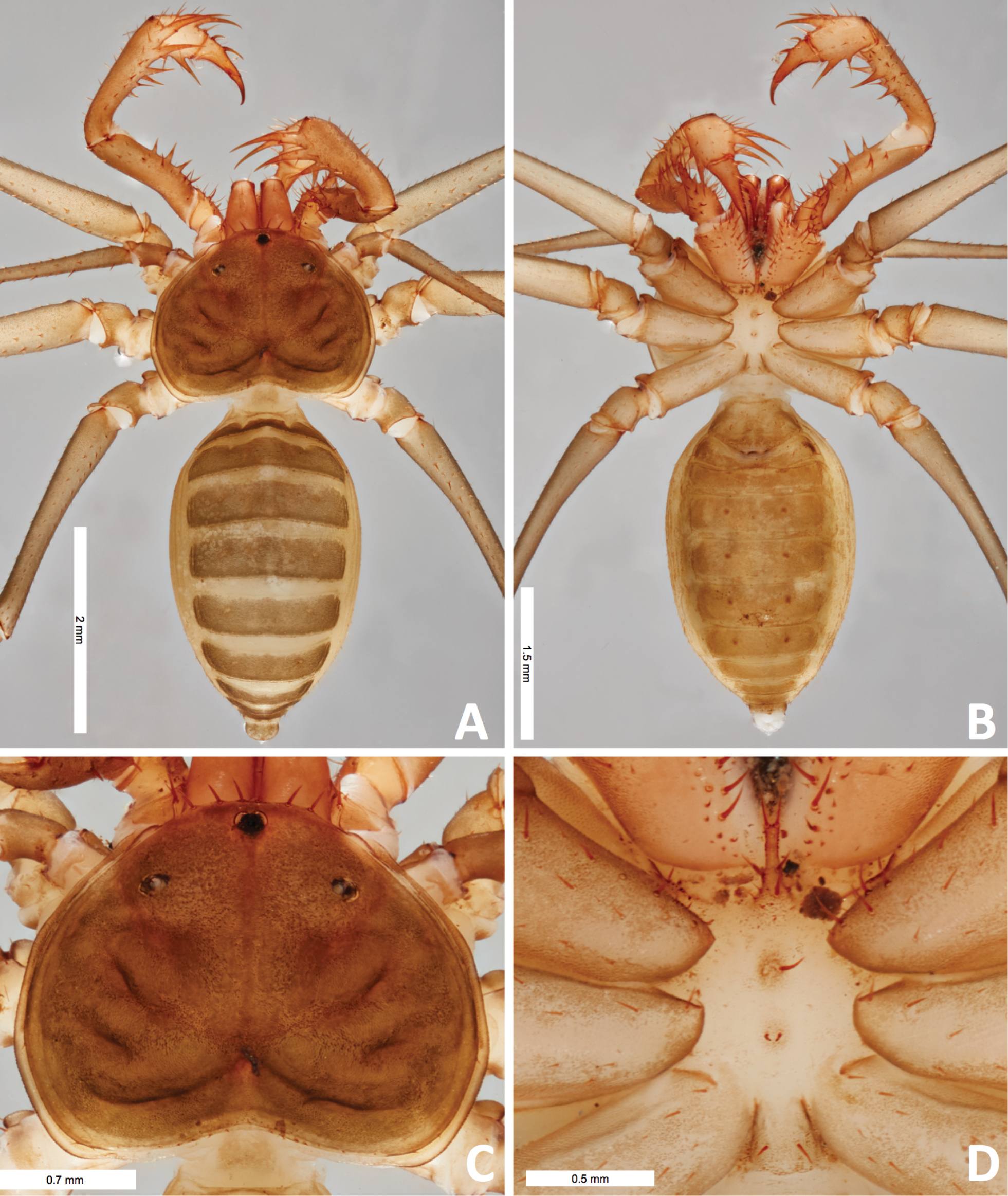
Charinus kakum ♀

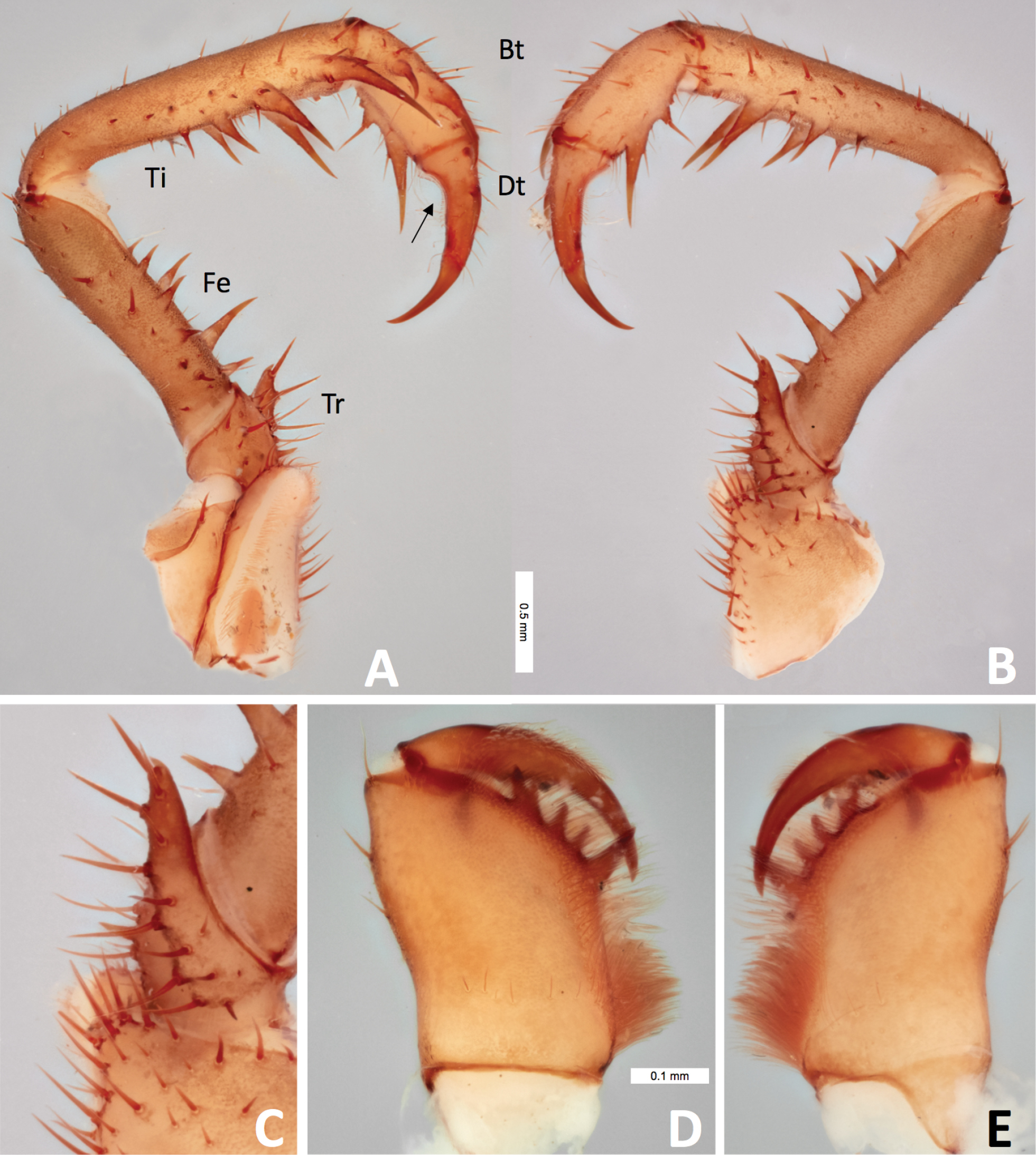
pedipalpes de Charinus kakum

La femelle holotype mesure 5,8 mm, sa carapace 2,6 mm de long sur 1,9 mm et son abdomen 3,3 mm de long sur 2,25 mm.

## Étymologie
Son nom d'espèce lui a été donné en référence au lieu de sa découverte, le parc national de Kakum.

## Publication originale
- Harms, 2018 : « A new species of Charinus (Amblypygi: Charinidae) from Ghana, with notes on West African whip spiders. » Evolutionary Systematics, vol. 2, p. 45–53 (texte intégral).